# Vampyrini
Vampyrini – plemię ssaków z podrodziny  liścionosów (Phyllostominae) w obrębie rodziny liścionosowatych (Phyllostomidae).

## Rozmieszczenie geograficzne
Plemię obejmuje gatunki występujące w Ameryce.

## Podział systematyczny
Do plemienia należą następujące rodzaje:
- Chrotopterus W.C.H. Peters, 1865 – wełnianek – jedynym przedstawicielem jest Chrotopterus auritus (W.C.H. Peters, 1856) – wełnianek uszaty
- Mimon J.E. Gray, 1847 – mimon
- Vampyrum Rafinesque, 1815 – widmowiec – jedynym przedstawicielem jest Vampyrum spectrum Linnaeus, 1758) – widmowiec wielki